# Nikkel-48
Nikkel-48 of 48Ni is een onstabiele radioactieve isotoop van nikkel, een overgangsmetaal. De isotoop komt van nature niet op Aarde voor.
Nikkel-48 is een isotoop die in 1999 werd ontdekt tijdens onderzoek in de Grand Accélérateur National d’Ions Lourds in de Franse stad Caen. Het is de meest neutronenarme isotoop van nikkel. Met 28 protonen en 20 neutronen is de isotoop een zogenaamd dubbel magisch isotoop (vergelijkbaar met lood-208) en daarom is het ongewoon stabiel.

## Radioactief verval
Nikkel-48 vervalt door dubbele protonemissie tot de radioactieve isotoop ijzer-46:
{\displaystyle {\ce {{^{48}_{28}Ni}->{^{47}_{27}Co}+\,p^{+}}}}
{\displaystyle {\ce {{^{47}_{27}Co}->{^{46}_{26}Fe}+\,p^{+}}}}
De halveringstijd bedraagt ongeveer 10 milliseconden. 
Nikkel-48 vervalt via een hele reeks vervalproducten tot de stabiele isotopen calcium-42, calcium-44, scandium-45 en titanium-46.
48Ni · 49Ni · 50Ni · 51Ni · 52Ni · 53Ni · 54Ni · 54mNi · 55Ni · 56Ni · 57Ni · 58Ni · 59Ni · 60Ni · 61Ni · 62Ni · 63Ni · 63mNi · 64Ni · 65Ni · 65mNi · 66Ni · 67Ni · 67mNi · 68Ni · 68m1Ni · 68m2Ni · 69Ni · 69m1Ni · 69m2Ni · 70Ni · 70mNi · 71Ni · 72Ni · 73Ni · 74Ni · 75Ni · 76Ni · 77Ni · 78Ni · 79Ni · 80Ni